# Bernard d'Anhalt
 Bernard (VIII) d'Anhalt (né le 25 septembre 1571 à Dessau – décédé le 24 novembre 1596 à Trnava en allemand Tyrnau) est un prince de la maison d'Ascanie qui fut colonel des armées du Cercle de Haute-Saxe et corégent de l'Anhalt de 1586 à sa mort..

## Biographie
Bernard est le fils aîné du prince Joachim-Ernest d'Anhalt né de son second mariage avec Éléonore (1552-1618), fille du duc Christophe de Wurtemberg. Bernard reçoit une éducation complète qui s'achève avec un Grand Tour dans plusieurs cours allemands et en Italie. À la mort de son père il lui succède conjointement avec l'ensemble de ses frères. En 1591, Bernard devient gouverneur de l'Ordre Teutonique pour le Bailliage de Thuringe. 
Bernard accompagne d'abord son frère Christian Ier d'Anhalt-Bernbourg dans ses campagnes pour le comte du roi Henri IV de France puis il est finalement nommé colonel, commandant de cavalerie, d'un détachement comprenant 1 000 hommes du contingent du Cercle de Haute-Saxe par l'empereur Rodolphe II du Saint-Empire. Il participe à la campagne contre les Ottomans notamment à la bataille de Mezőkeresztes et meurt peu après âgé de 25 ans à Trnava dans l'actuelle Slovaquie. Le corps de Bernard est transféré à Dessau où il est inhumé.